# Historia constitucional de Colombia
La historia del constitucionalismo  colombiano es el proceso de formación y evolución de las distintas Constituciones que ha tenido Colombia desde su formación. Como así se procesó durante la independencia, e inmediatamente después de ella, la Iglesia fue perdiendo su influencia, pero seguía siendo parte primordial en la toma de decisiones. En particular, los federalistas deseaban conformar una constitución sin influencia clerical, mientras que los centralistas se apoyaban en la Iglesia no solo para preservar la fe sino como medio político. Es de anotar que la mínima hora geográfica capaz de enviar electores a los congresos que era la parroquia, término clerical utilizado para referirse a la mayoría de las poblaciones, chotas, municipios, etc. 
El país se venía llamando Virreinato de Nueva Granada y continuó así por un período de transición hasta el 10 de agosto de 1819 cuando los ejércitos republicanos llegan a Santa Fe de Bogotá y el virrey Juan de Sámano huyó de esta ciudad.

## Juntas de Gobierno de 1810.

### Acta de la Constitución del Estado Libre e Independiente del Socorro (15 de agosto)
En el pueblo del Socorro se llevó a cabo otro episodio importante de revolución en donde se le comienza a hacer frente a la violencia ejercida por el poder reinante, en contra de la población. Se reunió igualmente el cabildo cerrado de la villa, asociando seis ciudadanos para que velasen en su defensa contra dicha violencia, confiando al mismo tiempo la administración de justicia a los dos alcaldes ordinarios para que protegiesen a cualquier miembro de la sociedad contra otro que intentase oprimirles. 
Se decidió entonces convocar a los cabildos de las ciudades de Vélez y San Gil para que cada uno enviara dos diputados por el pueblo respectivo que asociados a otros dos del Socorro compondrían la junta de los seis vocales y un presidente que nombrarían ellos mismos a pluralidad de votos. 
Constituido lo anterior se proclama entonces, que a cada pueblo por derecho natural le corresponde determinar la clase de gobierno que más le convenga, así mismo debe impedir a toda costa la violación de la libertad, con fundamento en esto, la Junta del socorro estableció una constitución que entre otros aspectos propugna por lo siguiente:

1. El respeto a la religión cristiana, a la persona y a la propiedad, sin más limitaciones que las impuestas por la ley.
2. El derecho a que el hombre viva de su industria y trabajo.
3. Se establece que la tierra es patrimonio del hombre, la cual debe fecundar con el sudor de su frente y así una generación no puede limitar o privar de su libre uso a las generaciones venideras, con las vinculaciones, mayorazgos y demás trabas contrarias a la naturaleza y sagrado derecho de la propiedad y a las leyes de la sucesión.
4. Se señala igualmente, que el que emplea sus talentos e industria en servicio de la patria vivirá de las rentas públicas.
5. Las cuentas del tesoro público se imprimirán cada año para que la sociedad vea que las contribuciones se invierten en su provecho, distinga a los agentes del fisco que cumplan sus deberes y mande se castigue a los que falten.
6. Toda autoridad que se perpetúa está expuesta a erigirse en tiranía.
7. Se definió que los representantes del pueblo serían elegidos anualmente por escrutinio a voto de los vecinos útiles y sus personas serían sagradas e inviolables. Los primeros vocales estarían hasta el fin del año 1811.
8. El poder Legislativo lo tendría la Junta de Representantes cuyas deliberaciones sancionadas y promulgadas por ella y no reclamadas por el pueblo serán las leyes del nuevo gobierno.
9. El poder ejecutivo quedaría a cargo de los Alcaldes ordinarios y en los cabildos con apelación al pueblo en las causas que merezcan pena capital y en las otras, y en civiles de mayor cuantía a un tercer tribunal que nombrará la Junta en su caso.
10. Toda autoridad será establecida o reconocida por el pueblo y no podrá removerse sino por la ley.
11. Solamente la junta podrá convocar al pueblo, y este no podrá por ahora reclamar sus derechos sino por intermedio del procurador general y si alguien particular osare tomar la voz sin estar autorizado para ello legítimamente será reputado por perturbador de la tranquilidad pública y castigado con todo el rigor de la penas.
12. El territorio de la provincia del Socorro jamás podrá ser aumentado por derecho de conquista.
13. El gobierno del Socorro dará auxilio y protección a todo pueblo que quiera reunírsele a gozar de los bienes que ofrecen la libertad e igualdad.

En esta constitución también se declaran a los indios de la provincia libres del tributo que pagaban y se ordena repartir en partes iguales las tierras de los resguardos para que se les asigne su propiedad. Con la limitación de que no podían enajenarlas hasta que no hubieran pasado 25 años. Se establece además que los indios a partir de la nueva constitución pueden entrar en sociedad a disfrutar de los mismos derechos.

### Acta del Cabildo extraordinario de Santafé de Bogotá (20 de julio)
En este momento histórico ampliamente conocido, se expide una acta en donde se deposita en toda la Junta el Gobierno Supremo del virreinato en carácter de interinidad mientras la misma Junta formaba la Constitución que entraría a afianzar la felicidad pública, contando con las provincias, a las que en el instante se les pedirían sus diputados, firmando este cuerpo el reglamento para las elecciones en dichas provincias, y tanto este como la constitución de gobierno deberían formarse sobre las bases de libertad e independencia respectiva de ellas ligadas únicamente por el sistema federativo, cuya representación debería residir en la capital Santa Fe, para así velar por la seguridad de la Nueva Granada, que no abdicaría los derechos imprescriptibles de la soberanía del pueblo a otra persona que no fuera la del monarca Fernando VII, siempre que viniera a reinar en las colonias, quedando por el momento sujeto el nuevo gobierno a la Superior Junta de Regencia.

### Constitución de Cundinamarca (30 de marzo de 1811)
La junta del 20 de julio de 1810, creada ante los hechos del Florero de Llorente, nombró a José Miguel Pey de Andrade como jefe de la Junta.
En marzo de 1811 se conformó lo que podría llamarse la primera Asamblea Nacional Constituyente y Congreso a la vez en Santafé de Bogotá, bajo el nombre "Colegio Electoral Constituyente del Estado de Cundinamarca" que con gran esfuerzo, por discordias entre centralistas y federalistas, promulgó el 4 de abril de 1811 la primera constitución que podría tener alcance nacional: la Constitución del estado de Cundinamarca la cual estaba basada en la de Estados Unidos. Esta asamblea-congreso nombra al segundo jefe de Estado, el señor Jorge Tadeo Lozano por un período de tres años; sin embargo, por presiones y desacuerdos, la asamblea-congreso lo hace dimitir el 19 de septiembre de 1811 y nombra, en su lugar, a Antonio Nariño.
Esta constitución, promulgada el 4 de abril de 1811, es más amplia que las inicialmente vistas, reúne una estructura más concreta de lo que en si puede ser una constitución. Algunos de los elementos que componen esta constitución se pueden resumir así:
- Se sigue profesando respeto a la monarquía española, representada por Fernando VII.
- Se establece como forma de gobierno La Representación libre y legítimamente constituida por elección y consentimiento del pueblo. Se dice además que la monarquía de la provincia será constitucional, moderando el poder del rey una representación nacional permanente. El ejecutivo entonces, corresponde al rey, auxiliado por sus ministerios y con la responsabilidad de estos y en defecto del rey lo obtiene el presidente de la representación Nacional asociado de dos consejos y bajo la responsabilidad del presidente.
- Se establece la independencia de los poderes ejecutivo, legislativo y judicial, correspondiendo este último a los tribunales de la provincia.
- Se reconoce igualmente como religión la católica, pudiendo recibir contribuciones de la provincia. No se permiten otros cultos, ya sean públicos o privados. Para una relación más directa con la santa sede se ordena negociar un concordato a fin de evitar un cisma y sus funestas consecuencias.
- Como se decía inicialmente, la provincia de Cundinamarca se erige en monarquía constitucional para que el rey lo gobierne, moderando su autoridad por la representación nacional. Para evitar los desbordamientos se establecen una serie de consecuencias para el rey, como prohibírsele renunciar en favor de cualquier tercero.
- La denominada representación nacional se componía de un presidente y vicepresidente, senado de censura, dos consejeros del poder ejecutivo, los miembros del legislativo y los tribunales que ejercen el poder judicial.

Nota: El senado de censura lo podemos asimilar a lo que hoy conocemos como la corte constitucional.
- Se señala que el ejercicio del poder legislativo corresponde a los miembros nombrados por el pueblo para este efecto(19 miembros). Cada año se renovaría la mitad de los miembros, para ello se irían sacando la mitad de los más antiguos. Se establece que el legislativo es permanente, pero que solo sesionarían continuamente en los meses de mayo y junio de cada año.
- El ejecutivo, tal como acontece hoy, podía citar al legislativo por cuestiones de urgencia manifiesta.
- Se dice que el poder judicial consiste en la autoridad de examinar las diferencias que se suscitan entre los ciudadanos, fijar sus derechos, juzgar sus demandas y querellas y aplicar las penas establecidas por las leyes a los infractores de ellas. El ejercicio de dicho poder como se anotaba inicialmente corresponde a los tribunales superiores de la provincia; los jueces de la primera instancia, los inferiores y las municipalidades.
- Se fijan los procedimientos para las elecciones, señalando que el alcalde de cada parroquia de las comprendidas en esta provincia convocaría todos los años, desde el presente de 1811, para el día 3 de noviembre a todos los parroquianos para el nombramiento de electores de la parroquia. Se establece un colegio electoral.
- Se fija lo relativo a las fuerzas armadas, las cuales se establecen para defender el Estado de todo ataque y toda irrupción enemiga, evitar conmociones y desórdenes en lo interior y celar el cumplimiento de las leyes. Todo ciudadano es soldado nato de la patria mientras sea capaz de llevar las armas, sin posibilidades de eximirse de prestar el servicio

Para ello entonces, se ordena establecer escuelas de primeras letras y dibujo en todos los poblados con separación de los dos sexos. La educación se orienta a enseñar a leer, escribir, dibujar, primeros elementos de la geometría, y antes que todo la Doctrina Cristiana y las obligaciones y los derechos del ciudadano, conforme a la constitución.
Se permite a cualquier ciudadano abrir escuelas de enseñanza pública, sujetándose al examen del gobierno, al cual le corresponde la inspección de todos los colegios y/o universidades.
- Se establece además en la parte final, los derechos y deberes de los ciudadanos.

En esta constitución, por no cumplir con las normas y leyes que el pueblo quería, fue obligada a cambiarla en 1821 diez años después.

## Provincias Unidas de la Nueva Granada (1811)
A finales de 1810 y en forma paralela a los esfuerzos de Cundinamarca, surgieron otras constituciones en distintos centros urbanos como Cartagena, Tunja, Antioquia, Mariquita y Neiva. Algunas de estas, Cartagena, Tunja, Antioquia, Neiva y Pamplona, enviaron representantes al Congreso de las Provincias Unidas que se reunieron inicialmente en Santa Fe y luego mantuvieron su centro en Tunja y Villa de Leyva. Este grupo fue el primero en avanzar democráticamente. 
El segundo domingo de octubre de 1811 realizaron las primeras elecciones en Tunja. Había electores representantes por cada 2000 habitantes; y en caso, que el municipio no tuviese esta cantidad de población, de todas maneras elegía uno. Podían votar todas las personas mayores de 15 años que tuviesen un oficio modesto y tener 20 años o más. El 27 de noviembre quedó oficialmente establecida la primera pequeña república: Provincias Unidas de la Nueva Granada.
El 23 de diciembre eligieron su primer presidente temporal, don Pedro Groot, y el siguiente día a Antonio Nariño como presidente interino. En la reunión del 4 de octubre de 1812, la Provincias Unidas eligen a Camilo Torres presidente, cargo que ejerció hasta el 5 de octubre de 1814, y se declararon federalistas (en favor de una unión de estados soberanos) en oposición a los deseos de Antonio Nariño, Simón Bolívar y las ideas centralistas que estaban ganando terreno con alguna dificultad en Santa Fe de Bogotá. Este desacuerdo los llevó a un enfrentamiento armado a finales de 1812, y luego otro, ya sin la presencia de Nariño, en 1814.
Una vez Fernando VII se recuperó del ataque de las fuerzas napoleónicas, las fuerzas realistas lideradas por Pablo Morillo vencen a las fuerzas independentistas y ejecutan en agosto, septiembre y octubre de 1816 a la mayoría de los líderes constitucionales, incluido Camilo Torres, y restablece la Real Audiencia en Santa Fe de Bogotá en marzo de 1817. Nariño continuó preso en España

### Acta de Federación de las Provincias Unidas de la Nueva Granada
27 de noviembre de 1811
Se tienen en consideración para expedir esta acta, aspectos como la larga serie de sucesos ocurridos en la península de España, antigua metrópoli, desde su ocupación por las armas del emperador de Francia Napoleón Bonaparte; las nuevas y varias formas de gobierno que rápidamente se sucedieron unas a otras sin que ninguna de ellas haya sido capaz de salvar la nación, el aniquilamiento de sus recursos cada vez eran más escasos, y los derechos indisputables que tiene el pueblo para mirar por su propia conservación y darse para ello la forma de gobierno que más le convenga.
Dentro de los puntos que más se destacan en esta acta son los siguientes:
- Crear una confederación denominada "Provincias Unidas de la Nueva Granada", aceptando para ello todas las provincias que al tiempo de la revolución de la capital Santa Fe el 20 de julio de 1810, eran reputadas y consideradas como tales y que en continuación y uso de ese derecho asumieron desde aquella época su gobierno y administración anterior. Pero también se admitirían aquellas que por su situación geográfica o comercio tenían un vínculo con la nación.
- Se conserva la religión católica.
- Se ordena a las provincias unidas desconocer la regencia de España.
- Se reconoce la independencia, igualdad y soberanía de cada una de las provincias unidas, garantizándose la integridad de sus territorios, su administración interior y una forma de gobierno republicano. Se les faculta para darse el gobierno que más convenga, pero siempre popular, representativo y análogo al de la Unión.

- se define que todas las provincias estarán prestas a defender la unión, aportando para ello todos los recursos humanos y económicos del caso.
- se consolida un Congreso de la unión integrado por uno o dos miembros de cada provincia.
- Se establece como objetivo fundamental de la unión la defensa de la misma y por ende de cada una de las provincias, por ello se insta a que cada una de ellas se arme y organice sus respectivos ejércitos.
- Siendo la defensa algo fundamental, se le da poder al congreso para que establezca el tesoro nacional, y pueda a su vez establecer impuestos, exigir contribuciones.
- Se respeta la posesión de las tierras por parte de los indígenas, otorgándoseles la posibilidad de la civilización y la religión.
- Se deja previsto, que una vez se salga adelante con la revolución, el congreso tendrá como tarea adoptar las ciencias y las artes que les eran desconocidas, promover la agricultura, el comercio, hacer canales de comunicación, hacer navegables los ríos, ensanchar, abreviar y mejorar los caminos.
- Existe igualmente la preocupación de mantener las relaciones con la santa sede, dejándosele al congreso como tarea el mantener al orden del día las mismas, para así obtener el nombramiento de obispos y otras prerrogativas.
- Se le deja igualmente al congreso la definición sobre el patronato que hasta la fecha habían ejercido los reyes de España en América.
- Al Congreso se le encarga resolver los conflictos existentes entre provincias e igualmente los surgidos entre particulares.

Como se puede observar esta fue una acta que le dio amplias facultades al congreso.

### Constitución de la República de Tunja
9 de diciembre de 1811
- Se establece en esta constitución en sus dos primeros capítulos, lo relativo a los derechos y deberes del hombre en sociedad. Comienza a enfatizarse en la preexistencia de las normas, cuestión esta que toca con el principio de la legalidad característica fundamental de un Estado de Derecho.
- Con esta constitución se declara la independencia de la provincia de Tunja, del régimen español y de cualquiera otra nación, pero sujetándose sobre este punto a lo que determine por las dos terceras partes de las Provincias del Nuevo reino de Granada, que legítimamente se reúnan por medio de sus diputados en el Congreso General del Nuevo Reino o de sus Provincias Unidas.
- Se define que el gobierno de tunja será popular y representativo. Se establece además que los poderes Ejecutivo, Legislativo y Judicial deberán estar divididos en distintas corporaciones o sujetos.
- Declara además que quiere ser gobernada por un Presidente Gobernador, elegido por el Congreso electoral de la provincia, debe tener 35 años, la propiedad de 4.000 pesos, 4 años de residencia en la provincia; así mismo elegirá un Teniente Gobernador que supla sus ausencias o impedimentos; existirá un senado compuesto de cinco individuos; una cámara de Representantes; un Tribunal de Apelaciones, una sala de Conjueces para los últimos recursos; un Tribunal de Jurados que se establecerá en los diversos distritos; y finalmente por los Alcaldes ordinarios y pedáneos, todos según las atribuciones que se les señalan por la misma constitución o por las leyes que gobiernan la provincia.
- En materia judicial el gobernador conocía en primera instancia de todas las materias políticas administrativas y económicas que se redujeren a contienda. Con posibilidades de apelación ante el alto tribunal de justicia.

Los Alcaldes pedáneos eran serían elegidos por los vecinos de cada lugar, conocerían en lo civil hasta la suma de 200 pesos y en lo criminal se ceñirán como hasta aquí, a la formación de sumario, arresto y confesión, dando cuenta en este estado a la justicia ordinaria.
Los Alcaldes Ordinarios, se elegían en cada departamento dos o tres en cuyo juzgado se decidirían en primera instancia todos los asuntos contenciosos que ocurrieren en el distrito, a prevención con lo pedáneos, en los casos que a estos pertenecían.
- En lo relativo al tesoro, se señala expresamente que no habría novedades en las contribuciones a la fecha existentes.
- En lo tocante a las fuerzas armadas, se ratifica el hecho de que todo ciudadano es soldado nato y se le impone la obligación de tomar las armas cuando las necesidades así lo requieran.
- En cuanto a la educación pública, se ratifica la necesidad de que en todo pueblo haya una escuela para enseñar las primeras letras, la religión los derechos y deberes del hombre. Asimismo se establece la n discriminación entre blancos, indios u otras clases de gentes. Los jóvenes se distinguirán por su talento y los talentos que hagan en su propia ilustración.
- Se ratifica la existencia del congreso electoral, el cual debería reunirse el 25 de noviembre de todos los años y hacer las elecciones

### Constitución del Estado de Antioquia 1812
21 de marzo de 1812 y aceptada por el pueblo el 3 de mayo de 1812'
- Establece en sus inicios, tal como lo hace la de Tunja, lo referente a los derechos del hombre en sociedad y los deberes del ciudadano.
- En cuanto a la forma de gobierno establece que será la que expresamente delegue el Congreso General de la Nueva Granada o el de las Provincias Unidas. El gobierno sería popular y representativo.
- El legislativo residiría en un senado y una cámara o sala de representantes, que se llamaría "la legislatura de Antioquía". Siendo el senado la primera sala y la cámara la segunda. Por cada diez mil almas se elegiría un representante.
- El ejecutivo reside en un magistrado, que se llamaría presidente del estado de Antioquía, asociado con dos consejeros que tendrían voto consultivo forzoso en todos los negocios graves que ocurrieren y en los demás que quiera consultarles.
- en cuanto al poder judicial, el máximo tribunal sería "el Supremo Tribunal de Justicia", compuesto de cinco ministros y un fiscal, que llevaría al mismo tiempo la voz en lo civil, criminal, en lo de gobierno y hacienda.

Se establecieron además La Alta Corte de Justicia, los Jueces de Primera Instancia, y unas prevenciones generales acerca del poder judicial, como las de no someter a tormento a la persona, la igualdad de la pena para el plebeyo, como para el noble. Se establecen como formas de privar la libertad, la prisión, el arresto y el arraigo.
- En lo atinente al tesoro público, se establece que todo ciudadano tiene obligación de contribuir para el culto divino y subsistencia de los ministros del Santuario; para los gastos del estado; para la defensa y seguridad de la patria, para el decoro y permanencia de su gobierno y para la administración de justicia.
- En lo relacionado con las fuerzas armadas se dice que el objeto de ellas es defender al Estado de todo ataque e irrupción enemiga y evitar conmociones en lo interior, manteniendo el orden y asegurando la ejecución de las leyes. Se deja expresado que la fuerza pública es obediente y que en ningún caso tiene derecho para deliberar, pues siempre debe estar sumisa a las órdenes de sus jefes.

Se ratifica nuevamente el postulado de que todo ciudadano es soldado nato, entre tanto sea capaz de llevar las armas.
- En cuanto a la Instrucción Pública, se señala lo establecido en constituciones anteriores.

- Esta constitución se denomina federal .

### Tratados del Supremo Poder Ejecutivo de Cundinamarca
Tratados entre el Supremo Poder de Ejecutivo de Cundinamarca y los Comisionados que nombró la Diputación General de las Provincias, residente en Ibagué (18 de mayo de 1812)	
Se establecía en dicho tratado que los diputados de Cundinamarca marcharían inmediatamente a unirse a los de las demás provincias para instalar el congreso, en el lugar que de común acuerdo determinaran. Se expresaba además que cualquier lugar que escogiera el congreso para su residencia estaría durante ella independiente del Gobierno del Cundinamarca, y bajo la sola dependencia del congreso, el cual acordaría con el mismo gobierno la extensión del territorio, según fuere el punto elegido y atendidas sus circunstancias, salvo que fuese la capital, que no quedaría bajo la dependencia del congreso, aunque en tal caso se acordaría del mismo modo todo lo que fuere concerniente a su seguridad decoro y atribuciones. Firman este tratado Antonio Nariño, presidente del Estado; Manuel Benito de Castro, Consejero; José Diago, Consejero; Frutos JoaquÍn Gutiérrez y José María del Castillo.

### Constitución del Estado de Cartagena de Indias
15 de junio de 1812
Presidente Gobernador de este Secreto Manuel Rodríguez Torices.
Esta Constitución trae como novedad la inclusión de un preámbulo de tres párrafos, el cual propugna por la existencia del cuerpo político y brindar a los individuos el disfrute de la paz, la seguridad y los bienes de la vida. Se expresas que el cuerpo político se forma por la voluntaria asociación de los individuos, es un pacto social en el que la totalidad del pueblo estipula con cada ciudadano y cada ciudadano con la totalidad del pueblo, que todo será gobernado por ciertas leyes para el bien común. 
Hay también una invocación expresa a la suprema autoridad, Dios, denominado en esta constitución Supremo Legislador y Árbitro del Universo. Se le reconoce así mismo a la religión católica como única en el país.
- Se establece un título de nominado Convención general de Poderes, el cual se compone de: El presidente gobernador del Estado que es su presidente nato y los dos consejeros del poder ejecutivo; el presidente del senado conservador, que es su vicepresidente y los cuatro senadores, de los miembros del poder legislativo y los que ejercen el poder judicial en el supremo tribunal de justicia.

Nota: El senado conservador es asimilado a lo que hoy conocemos como Corte Constitucional.
- Se establece por primera vez, un procedimiento constitucional para la formación de las leyes y su respectiva sanción.
- El poder judicial queda integrado por los tribunales superiores, los jueces de primera instancia, los inferiores y las municipalidades.
- Se establece un régimen amplio relativo a las elecciones.
- En relación con las fuerzas armadas, se mantienen los mismos principios que han rodeado a las ya tratadas.
- El tesoro público, lo compone igualmente la contribución obligatoria que todo ciudadano debe hacer, para la financiación del Estado.
- La instrucción pública conserva también los principios de anteriores constituciones.
- Se deja consignado, que la constitución solo podrá ser revisada por el Colegio Electoral, pero no podrá tocar las bases primarias y que en todo caso, no podría haber revisión hasta antes del día 18 de 1814.

### Constitución de la República de Cundinamarca
18 de julio de 1812
Fue revisada la primitiva constitución de dicho Estado, la cual fue publicada el 4 de abril de 1811, por la Representación Nacional, por considerar que la misma se hizo precipitadamente para satisfacer los deseos y a las instancias de los pueblos que exigían con prontitud que se les diera alguna.
Se consigna en esta constitución puntos como los siguientes:
1. Lo relativo a los derechos del hombre y sus deberes.
2. Defiende como única religión la católica.
3. Estructura como forma de gobierno, una república cuyo gobierno es popular y representativo. Establece entonces, la división de los poderes en legislativo, ejecutivo y judicial, los cuales son independientes. Se conserva el senado de censura para la defensa de la constitución.
4. Define un título relativo a la Representación Nacional, la cual estaría compuesta por los tres poderes y su presidente sería el del mismo estado. Se decía que ella solo debía juntarse para dar posesión al jefe de Estado, para recibir un embajador, y en los demás casos solemnes definidos por el legislador.
5. El poder legislativo queda compuesto de dos cámaras, la una de senadores y la otra de representantes.
6. Se define para el legislativo el trámite de las leyes y su respectiva publicación, la cual debe hacerse por el ejecutivo una vez las dos cámaras la sancionen. Dicha publicación se hacía dentro del tercer día.
7. El poder ejecutivo quedó integrado por el presidente y dos consejeros, todos tres con voto deliberatorio.
8. El poder judicial quedó integrado así: Por los tribunales superiores de la provincia, compuesto por la sala de apelaciones, la de reposición, la de protección, el consejo de guerra y la comisión de residencia; así mismo forman parte del poder judicial, los jueces de la primera instancia, los inferiores y los de las municipalidades.
9. Se define lo relativo a las milicias disciplinadas, siendo ellas las de infantería y caballería, para gozar de un fuero militar. En lo tocante a las fuerzas armadas se establece lo contemplado en anteriores constituciones.
10. De la misma forma, se conservan los principios del tesoro público.
11. La instrucción pública se define igualmente como lo hicieron anteriores constituciones.
12. En el régimen de elecciones se define la posibilidad del voto a los 21 años. Se establecen elecciones primarias y secundarias.
13. Se establece lo relativo al colegio electoral.

### Reforma del Acta Federal
Reforma del Acta Federal hecha por el Congreso de las Provincias Unidas de la Nueva Granada
23 de septiembre de 1814
- En lo referente al poder ejecutivo, se señala que el cuerpo deliberante elegirá dentro o fuera de su seno tres sujetos en quienes residirá el poder para la Unión, de los que se renovará uno cada año, designado al principio y luego por la antigüedad.
- Del poder judicial se dejó expresado, que el poder ejecutivo', con consentimiento del cuerpo deliberante nombrará los individuos que han de componer el alto tribunal de justicia. El cuerpo deliberante creará los demás tribunales que estime necesarios.
- En cada provincia deberá haber un gobernador, nombrado por el colegio electoral, que fijará el tiempo de su duración.
- en cuanto a las legislaturas de las provincias, se expresa que en el cuerpo deliberante o gobierno general quedan concentrados los ramos de la hacienda y la guerra, no siendo pertinente reformar la legislación civil y criminal.

### Reglamento para el ejercicio de las facultades y atribuciones
Reglamento para el ejercicio de las facultades y atribuciones del Gobierno General de la Nueva Granada sobre las bases de reforma acordadas por el Congreso y en virtud de la concentración de los Ramos de hacienda y Guerra que han hecho las Provincias Unidas en el mismo Congreso
21 de octubre de 1814
- Se establece que el gobierno general o poder ejecutivo de las Provincias Unidas de la Nueva Granada reside en tres miembros elegidos por el congreso de dentro o fuera de su seno, haciendo las funciones de asamblea Electoral a nombre de las mismas provincias. Se le definen como funciones al gobierno general, el de jefe supremo del Estado, de las fuerzas del mar y tierra y en lo civil, político y judicial es el primer magistrado.
- Se le señala como deber especial, el hecho de residir en el mismo lugar que el congreso y que ninguno de sus miembros podría salir del territorio de las Provincias Unidas sino después de haber cesado en sus funciones y justificado su conducta en la residencia.
- Se deja consignado, que los gobiernos provinciales o los jefes encargados del gobierno de las provincias son agentes naturales y subalternos inmediatos del gobierno general.
- En cuanto al tratamiento y los honores del gobierno general, se expresa que al presidente se le dará el tratamiento de excelencia y los otros miembros tendrán el de señoría.

### Constitución del Estado de Mariquita
21 de junio de 1815
- Esta constitución también trae un preámbulo.
- En su primer título consagra la declaración de derechos de los habitantes de la república de Mariquita y posteriormente los deberes del hombre en sociedad.
- Define igualmente que la religión única es la católica.
- Declara a través de la constitución la independencia de toda autoridad civil de España.
- Establece como forma de gobierno llamado doméstico y representativo, teniendo en cuenta que los poderes ejecutivo, legislativo y judicial deberían estar separados e independientes y no podrían ser ejercidos por una misma persona.
- El ejecutivo quedaría compuesto por un presidente gobernador, un teniente gobernador que supla sus ausencias e impedimentos. Desea también esta constitución tener un cuerpo legislativo, un senado conservador, una corte suprema de apelaciones, alta corte de suplicas, una sala de conjueces para los últimos recursos, y finalmente por los jueces mayores de paz, alcaldes ordinarios y pedáneos, todos según las atribuciones que se les señalarían en la misma constitución o por las leyes de la provincia.
- La legislatura quedó compuesta por dos cámaras: senado y una cámara de representantes.
- Se establece también el procedimiento para la formación de las leyes y su respectiva sanción, así como la publicación de los actos y reglamentos de la legislatura
- Se establece que todo funcionario público de la provincia está sujeto a residencia al terminar sus empleos.
- Se define también lo concerniente a las elecciones, Consagrándose que el ciudadano que tenga las cualidades prescritas en la constitución tiene derecho a concurrir por sí mismo o por medio de apoderado a la elección de los funcionarios públicos. Se excluyen los esclavos, los asalariados, los vagos, los que tuvieren causa criminal pendiente o que hayan incurrido en pena o causa de infamia, los dementes y los que se les haya comprobado compra o venta de votos.
- Se establece un título dedicado al fomento de la literatura.
- Se consagra el juramento para las personas que son elegidas como gobernador, teniente, representante en congreso, legislador o ministro del poder judiciario, ante el gobernador del Estado.
- se consigna que la revisión de la constitución corresponde a la comisión electoral. Revisión que no puede afectar sus bases primarias. No habrá revisión hasta antes del 3 de marzo de 1817.
- Con relación a la representación del Estado en el congreso de la Nueva Granada, correspondía a la convención electoral elegir los representantes que debía enviar el Estado al congreso de la Nueva Granada.

### Constitución provincial de la provincia de Antioquia
10 de junio de 1815
- Esta constitución establece en sus inicios, todo lo relativo a los derechos del hombre en sociedad y los deberes del ciudadano.
- Como forma de gobierno define, que la provincia de Antioquia es parte de la república libre soberana e independiente de la Nueva Granada. Y que el congreso de las Provincias Unidas de la Nueva Granada es la autoridad suprema de la nación. Su gobierno será popular y representativo.
- Establece la independencia de los poderes, ejecutivo. Legislativo y judicial.
- Define que la religión católica es la única y verdadera.
- Se consagra todo lo relativo al régimen de elecciones, estableciendo las primarias y las secundarias.
- Establece que el poder legislativo residirá en la cámara de representantes que se denominaría legislatura de Antioquia. Se le concede a la cámara la facultad de ser tribunal privativo que juzgaría a sus propios miembros, al gobernador, al teniente gobernador, a los ministros y fiscal del tribunal de justicia, siempre que se les acusara de violación de la constitución, por mala conducta en sus empleos, por soborno o cualesquiera otros crímenes.
- Se crea igualmente el tribunal de residencia.
- El poder ejecutivo residiría en un magistrado que se denominaría gobernador de la provincia. Elegido cada dos años, sin posibilidad de ser reelegido hasta después de un bienio.
- Se establece igualmente la existencia de un teniente gobernador.
- El poder judicial queda constituido por el supremo tribunal de justicia, los jueces de la primera instancia. Y se definen unas prevenciones generales para el poder judicial.
- En cuanto a los municipios se deja consignado que ellos se compondrán de dos alcaldes ordinarios, seis regidores y un sindico procurador general sin voto.
- En relación con los diputados para el congreso general de las Provincias Unidas de la Nueva Granada, se elegirían dos diputados para dos años.
- En lo que respecta al tesoro público se consagra lo definido en anteriores, en el sentido de que todos los ciudadanos deben contribuir para el culto divino, para los gastos que exige la defensa y seguridad de la patria, decoro y permanencia del gobierno. Se establece la figura del tesorero y un contador que se llamaría ministro de hacienda pública.
- Para las fuerzas armadas se define que todo ciudadano por el pacto de asociación tiene que defender y cuidar el cuerpo político.
- La instrucción pública no sufre modificaciones en sus bases estructurales.
- Con relación a la reforma de la constitución, se establece que sea la cámara a pluralidad absoluta de votos, la que defina posibles reformas.
- Se establece la libertad de imprenta como el más firme apoyo del gobierno sabio y liberal
- Se consagra también el juramento para los funcionarios que entren a ejercer el cargo.

### Plan de reforma o revisión de la Constitución de la provincia de Cundinamarca de 1812
13 de julio de 1815
Se consagra lo relativo al cuerpo legislativo y sensorio, un legislador senador por cada cincuenta mil habitantes, o sea que el cuerpo legislativo quedaría integrado por cinco miembros, ya que se suponía que para la época había doscientos cincuenta mil habitantes.
Los requisitos exigidos, eran los de ser vecino de Cundinamarca, mayores de 28 años, de probidad, de luces y de notorio patriotismo.
- En cuanto al poder ejecutivo, lo ejercería el gobernador en toda la provincia, nombrado por el colegio electoral, se le define como misión especial fijar una sola opinión extinguiendo partidos y velando por el castigo de cuantos promuevan divisiones como enemigos de la independencia. Deberá además cumplir las órdenes del gobierno general en los ramos de hacienda y guerra.
- Para el ejecutivo se define también la existencia del teniente gobernador, el cual será un juez mayor en primera instancia en todos los negocios contenciosos de gobierno, hacienda y policía. Suplirá además las faltas del gobernador despachando en el poder ejecutivo.
- Se establece lo referente a la justicia civil y criminal, el cual estará en cabeza de dos alcaldes ordinarios elegidos anualmente. Queda compuesta la rama judicial del tribunal de apelaciones y del tribunal se súplicas.

### Reforma del Gobierno General de las Provincias Unidas de la Nueva Granada
15 de noviembre de 1815
Esta reforma se hace atendiendo a las sugerencias de las provincias de Cartagena, Antioquia, Cundinamarca, entre otras, en el sentido de que el gobierno general quede concentrado en una sola persona.
Se establece entonces lo siguiente:
- Se concentra el gobierno general en una sola persona que la elegiría el congreso y llevaría el título de presidente de las Provincias Unidas de la Nueva Granada, para un periodo de seis meses con posibilidades de reelección. Se define además la creación de la figura del vicepresidente, para los casos de impedimento temporal del presidente.
- Se crea el Consejo de Estado, compuesto del vicepresidente de las provincias Unidas que sería su presidente y de los miembros que acababan de serlo del gobierno general y de los tres secretarios del despacho. Este sería consultado por el gobierno pero los conceptos emanados no lo obligarían.

Este ha sido un recorrido amplio por las bases del constitucionalismo colombiano, que soporta lo que actualmente son nuestras instituciones estatales en los distintos órdenes. Las constantes reformas acaecidas en la época de la independencia, al orden constitucional, son una muestra clara de la inexperiencia de aquellos hombres que empezaban a tener la idea de consolidar un Estado independiente, gobernado a través de las propias normas que emanaran de su seno.
Pero además de esa inexperiencia, se puede también deducir, la ansiedad de una clase ilustrada, por consolidarse en el poder de la naciente república. Muchos de los artículos de las constituciones están plagados de las más clara discriminación social, cuestión esta que iría generando las bases de lo que serían los conflictos intestinos, que hasta nuestros días subsisten, sin que las soluciones definitivas a ellos sean observadas en el panorama nacional.

## Gran Colombia

### Congreso de Angostura
El congreso de angostura se basó más que todo en su economía por Colombia dándole aportes a sus habitantes después de 1810.
En 1819, a pesar de estar todavía bajo el control Español, el ímpetu independentista continuó y se reactivaron los ánimos constitucionales. El 15 de febrero de 1819, seis meses antes de la Batalla de Boyacá, se reunieron representantes de Venezuela (actualmente Venezuela), Nueva Granada (actualmente Colombia) y Quito (actualmente Ecuador) en Angostura, Venezuela, donde se instaló lo que históricamente se ha llamado el Congreso de Angostura para trabajar en el desarrollo de una "Ley Fundamental" (constitución). Los representes de Quito eran muy pocos ya que todavía se encontraba bajo el control Español.
Las decisiones tomadas inicialmente fueron las siguientes: 
- La Nueva Granada fue renombrada Cundinamarca y su capital, Santa Fe renombrada Bogotá. La Capital de Quito sería Quito. La Capital de Venezuela sería Caracas. La Capital de la Gran Colombia sería Bogotá.
- Se crea la República de Colombia, que sería gobernada por un Presidente. Existiría un Vicepresidente que suplantaría al Presidente en su ausencia. (Históricamente se acostumbra llamar a la Colombia del Congreso de Angostura La Gran Colombia)
- Los gobernadores de los tres Departamentos también se llamarían Vicepresidentes.
- El presidentes y vicepresidentes se elegirían con voto indirecto, pero para efectos de empezar, el congreso los eligió de la siguiente forma: Presidente de la República: Simón Bolívar y Vicepresidente: Francisco de Paula Santander. En agosto Bolívar continua su tarea libertadora y sale hacia Ecuador y Perú, y deja a cargo de la presidencia a Santander.
- A Bolívar se le da el título de "Libertador" y su retrato se expondría en el salón de sesiones del congreso con el lema "Bolívar, Libertador de Colombia y padre de la Patria"

Después de las batallas del Pantano de Vargas y la Batalla de Boyacá, el sábado 7 de agosto de 1819 el Congreso de Angostura declara formalmente creada la República de Colombia.
Al final de las sesiones el Congreso acordó que se reuniría nuevamente en Cúcuta, en enero de 1821, para expedir la nueva constitución. 
El 23 de marzo de 1820 es liberado en España Antonio Nariño, después de seis años de cautiverio donde elaboró un proyecto de constitución que presentó a consideración en Cúcuta sin lograr atención.

### Congreso de 1821

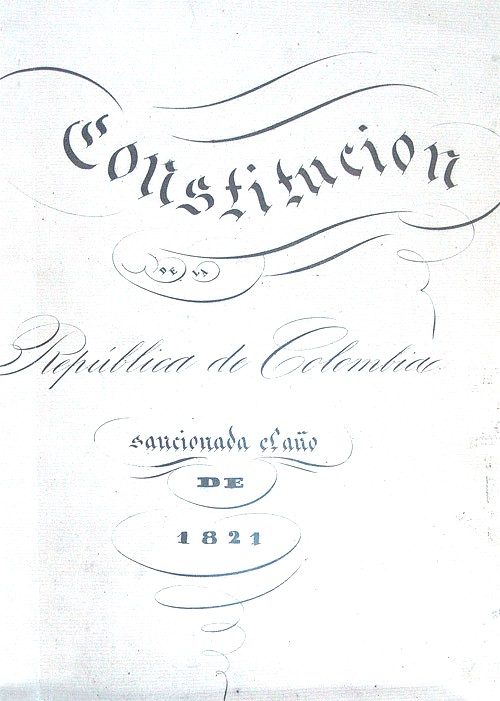
Portada de la Constitución de 1821

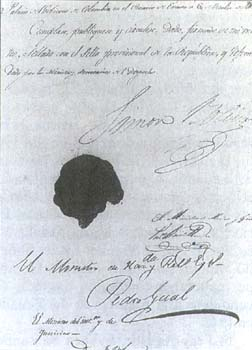
Texto de la Constitución de Cúcuta, firmado por Simón Bolívar y ministros.

El Congreso elegido en Angostura se reúne esta vez en Villa del Rosario, a principios de 1821.
Tras la Batalla de Carabobo, el 24 de junio de 1821, que dio oficialmente la independencia de Venezuela, y luego de la liberación de Caracas, Cartagena, Popayán y Santa Marta, el 18 de julio se reanudaron con mayor ímpetu los trabajos constitucionales en Cúcuta para incluir las regiones recién emancipadas.
El 30 de agosto de 1821 es proclamada la Constitución de 1821 y se expide el 12 de julio. Esta se ha considerado como la primera Constitución de Colombia que estuvo vigente durante la Gran Colombia hasta su disolución en 1831. Esta constitución constaba de 10 capítulos y 191 artículos:
- Promulgó la liberación progresiva de la esclavitud: los hijos de padres esclavos serían libres al llegar a los 18 años de edad, y creó un fondo para asegurar que los esclavos que fueran liberados tuvieran medios para subsistir. El fondo recolectaba porcentajes que variaban desde el 0,15% hasta el 10% de las herencias. Esto sucedía 42 años antes de la abolición de la esclavitud en los Estados Unidos.
- Acabó con la Inquisición e hizo reformas relativas a los obispos, arzobispos y algunos bienes de la Iglesia.
- El Gobierno de Colombia se declaró popular y representativo.
- Ratificó estar conformada por tres grandes departamentos: Cundinamarca, Venezuela y Quito. Los departamentos grandes estaban divididos en 7 departamentos corrientes sin contar los de Panamá y Quito que estaban por definirse; tres de Venezuela: Orinoco, Venezuela y Zulia, y cuatro de Cundinamarca: Bogotá, Cundinamarca, Cauca y Magdalena. Cada departamento estaba dividido en provincias, las provincias en cantones y los cantones en cabildos y municipalidades, y estos eran parroquias o estaban divididos en parroquias. Venezuela estaba formada por 10 provincias, Cundinamarca por 13 a las cuales se sumarían 2 de Panamá, y Quito por 7.
- Cada parroquia tendría una Asamblea que se reuniría cada cuatro años, el último domingo del mes de julio. Los miembros de estas Asambleas designarían los electores de los cantones, que deberían tener más de veinticinco años, poseer en bienes raíces más de quinientas piastras o trescientas de renta.
- Estos se constituirían en Asamblea provincial de electores que se reunirían cada cuatro años el día primero de octubre para elegir el presidente y vicepresidente de la República, el senador del Departamento y el representante o representantes de la provincia. Estos funcionarios departamentales ejercerían su función durante cuatro años.
- Podían votar los mayores de veintiún años que supieran leer y escribir y poseyeran cien piastras.
- El Congreso estaría formado por dos cámaras: la del Senado y la de Representantes. Los senadores serían nombrados por un período de ocho años y los representantes por un período de cuatro años y medio
- Para ser senador se exigió tener treinta años, ser criollo por nacimiento, poseer propiedades inmuebles por valor de cuatro mil piastras o una renta anual de quinientas piastras, ejercer una profesión liberal, y en caso de ser extranjero, llevar doce años establecido en el país y poseer bienes inmuebles por valor de dieciséis mil piastras.
- Se elegirían cuatro senadores por Departamento: dos por ocho años y dos por cuatro. Estas diferencias se dirimirían a la suerte con objeto, dice la ley, de que el Senado se renueve cada cuatro años.
- La Cámara de representantes se compondría de los Diputados elegidos a razón de uno por cada 30 000 habitantes. Cuando los representantes llegaran a cien, se elegiría un diputado por cada 40 000 habitantes y aún por cada 50 000, hasta que la Cámara estuviera integrada por ciento cincuenta diputados.
- Para ser diputado se necesitaba tener veinticinco años y propiedades por valor de dos mil piastras o quinientas piastras de renta, o ser profesor. Había que haber residido dos años antes de la elección, u ocho en caso de no haber nacido en Colombia, y en esta, además, tener bienes raíces por valor de diez mil piastras.
- La Cámara de Representantes tendría la facultad exclusiva de acusar ante el Senado al presidente, al vicepresidente de la República y a los ministros de la Alta Corte de Justicia.
- Para ambas Cámaras dispone la Constitución que las sesiones sean públicas; que los principales funcionarios públicos queden excluidos de las funciones legislativas; que sus miembros gocen de inmunidad mientras duran sus funciones, y que devenguen un sueldo.
- El Poder Ejecutivo está constituido por un presidente y un vicepresidente, elegidos por cuatro años, que no pueden ser reelegidos y que, en caso de muerte, son sustituidos por el presidente del Senado. El presidente tendría un sueldo de treinta mil piastras por año, y el vicepresidente, de dieciséis mil.
- Cada departamento estaba administrado por un intendente nombrado por el presidente y un gobernador que estaba bajo las órdenes del intendente.
- Establece los cargos de ministros, consejo, tribunal supremo y reglamenta cada uno de los cargos.
- El Congreso eligió por votación como presidente de la República a Simón Bolívar y vicepresidente a Francisco de Paula Santander, pero como Bolívar estaba ausente Santander tomó la Presidencia y Nariño la vicepresidencia.

Para conocer más detalles de la Constitución de 1821 referirse al documento "El viaje de Gaspard-Théodore Mollien por la República de Colombia en 1823" - Capítulo IX de la Biblioteca Luis Ángel Arango de Bogotá.
El 24 de mayo de 1822 Quito sella su independencia en la Batalla de Pichincha; y el 9 de diciembre de 1824 se sella la de Perú (hoy Perú y Bolivia) en la Batalla de Ayacucho. Perú y Bolivia nunca llegaron a formar parte de la Gran Colombia pero comparten con Ecuador, Venezuela y Colombia el título de Países Bolivarianos por haber sido repúblicas liberadas por Simón Bolívar quien mereció el título de Libertador y ser considerado el primer presidente oficial de cada una de ellas.

### Separación de Ecuador y Venezuela (1830)
Lo que aceleró la separación de Venezuela y Quito (ahora Ecuador) fue la discrepancia (diferencia de ideas) de opiniones entre federalistas y centralistas. Quito no había tenido una representación real en las deliberaciones constitucionales y solo fue hasta 1822 que se une a la Gran Colombia. A pesar de existir apoyo a la constitución de La Gran Colombia en Quito, más específicamente en Guayaquil, quiteños y venezolanos ansiaban una constitución federalista, es decir una que les permitiera tener un control y libertad regional sin imposiciones centrales fuertes; en particular el cuerpo militar venezolano esperaba ejercer más poder en su región.
A los miembros del ejército se les había permitido votar en las elecciones desde la constitución de Cúcuta en especial como justo reconocimiento al esfuerzo realizado en las campañas libertadoras. En 1827 el congreso decide reducir ese derecho e hizo un cambio constitucional para excluir desde los sargentos hacia abajo, ya que excluir la cúpula militar era un movimiento muy atrevido.
En abril de 1828 se reúnen en Ocaña (Norte de Santander) (Colombia) los representantes de los municipios (parroquias) para elegir el congreso constituyente que reformaría la constitución de Cúcuta. Los santanderistas (federalistas) lograron una gran representación. El descontento de los bolivarianos fue tal que decidieron abandonar las deliberaciones por lo cual no se logró el cuórum. Esta incapacidad para ejercer la democracia y de resolver los conflictos bajo el diálogo, la negociación y el voto, optando más bien por el abandono, fue un comportamiento que persiguió como mal fantasma a los partidos tradicionales durante el siglo XIX y XX y fue causa generadora de violencia. A pesar de todo se nombran los miembros en las elecciones del 1 de julio de 1828.
Bolívar con su ferviente deseoso de ver una Gran Colombia unida decide hacer imponer su voluntad en forma dictatorial como último recurso y presenta, en agosto de 1828, una constitución que había desarrollado en la que se incluía Perú y Bolivia (pues Bolivia ya se había separado de Perú), con un fuerte gobierno central y una presidencia de por vida en la que el presidente podría tener la facultad de nombrar su sucesor. Esa fue la chispa final que incendió a los santanderistas pues vieron en esa propuesta un retroceso a una monarquía y llegaron al punto de intentar asesinar al libertador en septiembre 25. Adicionalmente, los líderes venezolanos vieron con bastante recelo las intenciones de Bolívar y en noviembre de 1829 deciden separarse de La Gran Colombia y así lo dejan saber en la convención de enero. Bolívar finalmente renuncia a su posición durante la convención constitucional de enero de 1830 reunida en Bogotá (también llamada el Congreso Admirable), adicionalmente, empezaba a mostrarse enfermo.
Los quiteños, al saber que Venezuela se había separado y que Bolívar se retiraba en forma definitiva, tomaron la resolución de separarse. Y con esto se desvanece la Gran Colombia después de 11 años de existencia.
El descontento militar y el de los grupos liberales se acentúa y conlleva a la dictadura del General Rafael Urdaneta. Finalmente en Santa Marta en diciembre de 1830 muere el libertador Simón Bolívar. A su vez el Congreso Admirable había aprobado el 5 de mayo una nueva constitución que mantenía la unión de la Gran Colombia pero no entró vigor.
Los centralistas y la iglesia se empezaron a distinguir con el nombre de conservadores y sus oponentes los federalistas, con el nombre de Liberales.

## República de la Nueva Granada

### Constitución de 1832
La Constitución de 1832 de la República de la Nueva Granada marcó un momento decisivo en la historia de los territorios que formaban parte de la Gran Colombia. Tras la caída del régimen dictatorial de Rafael Urdaneta en 1831, se convocó a una Convención Granadina, donde representantes de las provincias centrales se reunieron en Bogotá. En este espacio, se aprobó la separación de la Gran Colombia y se estableció la creación de un nuevo Estado transitorio llamado Estado de la Nueva Granada. La promulgación de la Ley Fundamental el 17 de noviembre de 1831 sentó las bases para el nuevo gobierno, pero el proyecto de constitución continuó desarrollándose hasta que el 29 de febrero de 1832 la Convención Nacional aprobó la primera constitución del nuevo Estado, que pasó a llamarse oficialmente República de la Nueva Granada a partir del 1 de marzo de 1832.
Esta constitución estableció un sistema de gobierno republicano, popular, representativo, electivo, alternativo y responsable, con una estructura centralista y una administración unitaria, pero descentralizada. Entre sus principios fundamentales, destacaba la división del territorio en provincias, cantones y distritos parroquiales, facilitando la administración de justicia mediante la creación de distritos judiciales. Además, la constitución estableció la libertad de vientres, decretando la liberación de los hijos de esclavos nacidos a partir de su promulgación, como un paso hacia la abolición de la esclavitud.
El Congreso de la Nueva Granada quedó conformado por dos cámaras: una de senadores y otra de representantes, en las que el poder legislativo recaía en sesiones anuales de al menos sesenta días. Las elecciones fueron organizadas para garantizar una rotación de los poderes, estableciendo el período de los senadores en cuatro años y el de los representantes en dos. En un movimiento progresista para su época, se garantizó la libertad de prensa, eliminando la censura previa y protegiendo el derecho de los ciudadanos a expresar sus pensamientos públicamente.
Asimismo, la constitución prohibió los títulos nobiliarios y otras distinciones hereditarias, promoviendo la igualdad ante la ley sin importar la fortuna o el destino de cada ciudadano. La elección de Francisco de Paula Santander como presidente reflejó un regreso a un gobierno civil y constitucional tras el periodo de agitación militar y política. Con esta carta magna, la Nueva Granada intentaba cimentar un gobierno fuerte y centralizado, buscando estabilidad y alejándose del modelo federalista que tanto había dividido a la Gran Colombia. Este sistema centralista enfrentaría continuas tensiones con las aspiraciones regionalistas, lo que reflejaba la compleja herencia de los años de la Gran Colombia y la pugna ideológica entre conservadores y liberales que caracterizaría los años venideros.

### Constitución de 1843
Durante la presidencia del General Pedro Alcántara Herrán, se fortaleció el poder del presidente con el fin de lograr mantener el orden en todo el territorio nacional, que en ese entonces se encontraba en guerra; se hizo una intensa reforma educativa y se impuso el autoritarismo y el centralismo en todo el territorio nacional que el conservatismo utilizó para su ventaja.
Entre 1849 y 1853 el número de provincias de la Nueva Granada incrementó su número de 32 a 56.
Sucesos más importantes:
- Acabar con el consejo de estado.
- Ampliar el tiempo de sesiones ordinarias del congreso.
- Dar facultades extraordinarias al presidente para nombrar gobernadores provinciales.
- Declarar la religión católica como oficial y nace el renacimiento.

### Constitución de 1853
En esta constitución liberal en la que se le dio inicio al federalismo. En ella se eliminó la esclavitud, se extendió el sufragio a todos los hombres, se impuso el voto popular directo, hubo una separación entre la Iglesia y el Estado y la libertad administrativa fue un hecho , la constitución de 1853 fue la tercera constitución que se hizo en Colombia durante el siglo XIX.
Uno de los sucesos más importantes en la constitución de 1853 son:
- Se eliminó la esclavitud.
- Se unieron los conservadores con los liberales.
- Se extendió el sufragio a todos los hombres mayores de 21 años.
- Se impuso el voto popular para elegir congresistas, gobernadores y magistrados.
- Se estableció la libertad administrativa y libertad religiosa.
- Hubo una separación del Estado y la Iglesia, y se terminó la personalidad jurídica de la Iglesia católica

Algo que cabe resaltar es que algunos de estos avances de esta constitución fueron revertidos en la constitución de 1886.

### Constitución de 1858
Bajo el mandato del conservador Mariano Ospina Rodríguez, en esta constitución el país es llamado oficialmente Confederación Granadina. La confederación estaba conformada de ocho estados. Se le otorgó mayor representación y poder a las provincias: cada estado podía tener atributos legislativos independientes y la posibilidad de elegir su propio presidente.
Se abolió la Vicepresidencia y se reemplazó con la de un designado nombrado por el congreso. El presidente y los senadores serían elegidos por un período de cuatro años y la cámara por dos años.

## Estados Unidos de Colombia

### Constitución de Rionegro (1863)

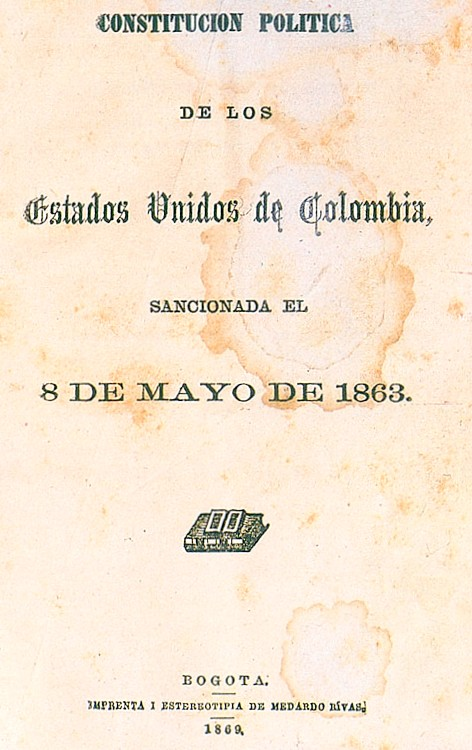
Portada de la Constitución política de los Estados Unidos de Colombia.

El país es llamado oficialmente Estados Unidos de Colombia el 3 de febrero de 1863 por la Constitución de Rionegro, la cual fue promulgada el 8 de mayo por los liberales radicales quienes habían acabado de ganar la guerra civil de 1860 a 1863.
Proclamó la libertad de pensamiento en forma oral o escrita, libertad para trabajar u organizar cualquier negocio, libertad de imprenta, libertad para viajar por el territorio, entrar o salir de él, libertad de enseñanza, libertad de culto, libertad de asociación, libertad de poseer armas y municiones.
Estableció un sistema federal con una presidencia central (presidencia de la unión) de dos años de duración y sin posibilidad de reelección inmediata. La elección del presidente de la unión era indirecta: cada uno de los nueve estados (Santander, Panamá, Magdalena, Bolívar, Boyacá, Antioquía, Cundinamarca, Tolima y Cauca) elegía sus candidatos siguiendo los procedimientos electorales particulares de cada estado; luego, cada uno de los nueve estados depositaba un voto para elegir el presidente de la unión. El candidato ganador era aquel que tuviera la mayoría absoluta de votos, si no se lograba la mayoría absoluta, el congreso sería el que lo elegiría del mismo grupo de candidatos.
El 12 de mayo, cuatro días después de haberse proclamado la constitución, los 61 delegados eligieron a Tomás Cipriano de Mosquera para gobernar durante un año hasta el 1 de abril de 1864, momento en el cual las nuevas regulaciones para nombrar presidente empezarían utilizarse. Mosquera daba el tono anticlerical del liberalismo y los conservadores el tono pro clerical que continuaría por muchas décadas.

### Reforma de 1876
El período federal produjo cuarenta y dos nuevas constituciones estatales y antes de 1876 las elecciones fueron casi continuas, puesto que los distintos estados no votaban simultáneamente ni siquiera para la elección del presidente de la unión. De forma que se hizo un cambio constitucional para que las elecciones para presidente de cada estado se hicieran al mismo tiempo para todos los estados, se declaró que por cada estado un candidato iba a voto popular por el resto de los estados del país luego de ser aprobado. El presidente electo debía asumir su cargo teniendo en cuenta las decisiones del congreso y la cámara de representantes.

## República de Colombia

### Constitución de 1886

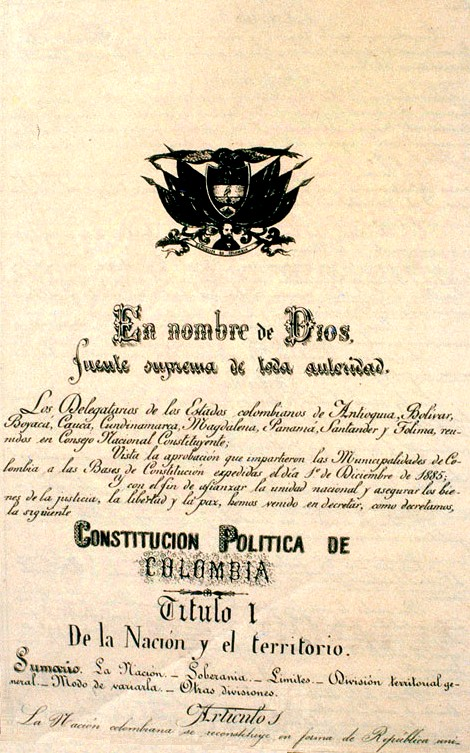
Portada de la Constitución política de la República de Colombia, 1886.

La coalición de Conservadores y Liberales moderados que dio término a la hegemonía liberal y que llevó al poder a Rafael Núñez desmontó la Constitución de Rionegro. El país es llamado oficialmente República de Colombia. La Asamblea Constituyente fue conformada por delegatarios de los nueve estados: dos por cada estado.
Rafael Núñez anunció un programa nacional de Regeneración que cambió al país de un sistema federal descentralizado, es decir de estados independientes (a veces con más poder que el propio país), a un sistema centralizado con una presidencia central y única. El período presidencial cambió de dos a seis años. El presidente de la República es elegido por el Congreso. El presidente estatal fue renombrado gobernador el cual de ese momento en adelante era nombrado por el presidente de la República y elegía los alcaldes de su departamento, excepto el alcalde de Bogotá que era elegido por el presidente. De forma que el presidente en turno podía tener cierto control sobre el poder ejecutivo. Además de esto se autorizó la reelección del presidente en períodos inmediatos.
La cámara, las asambleas departamentales y los concejos municipales se elegían por voto popular. El senado era elegido por las asambleas departamentales. El sufragio para elecciones en el ámbito nacional se limitó a los hombres mayores de 21 que supieran leer y escribir. La restricción de saber leer y escribir no aplicaba en las elecciones regionales. Restricción propuesta por Caro para que los líderes elegidos se supiera que fueron elegidos por personas que entendían los conflictos por los cuales pasaba el país.
Se recreó la figura del vicepresidente la cual fue ocupada inicialmente por Eliseo Payán.
La religión católica se convirtió en la religión oficial y recobro los derechos perdidos en el pasado. En 1887 el presidente Núñez estableció un concordato con la Santa Sede en la cual le devolvió esos derechos.
Este método continuo de hacer cambios constitucionales basados en el viento partidista del momento, sin haber sido el fruto de acuerdos representativos de las diferentes fuerzas de la nación mejoró las diferencias entre los partidos ya que con las anteriores constituciónes el país padeció de guerras civiles y luego de instaurada la constitución las guerras civiles que casi siempre eran iniciadas por las diferencias partidistas tuvieron una recesión. La población siguió los patrones de los partidos, aunque Núñez con esta constitución planteó la creación de un tercer partido que reunió a los liberales moderados y a los conservadores. Los ultra-liberales nunca se resignaron a la pérdida del poder y en tres ocasiones, desde 1885 hasta 1895, intentaron retomar el poder por medio de la violencia. Luego de división conservadora 44 años después de esta constitución, en 1930, los liberales retornaron al poder e iniciaron un exterminio vengativo contra pueblos, ciudadanos y líderes conservadores en diversas partes del país
La constitución de 1886 permaneció vigente por más de cien años guiando el mandato de veintitrés presidentes de la República.

#### Separación de Panamá (1903)
En el tratado Herrán-Hay firmado el 22 de enero de 1903, propone que Colombia rentaría en forma vitalicia una franja de tierra a Estados Unidos para la construcción de un canal en el departamento de Panamá. Bajo este acuerdo Estados Unidos pagaría a Colombia $10 millones de dólares y después de nueve años una anualidad de $250.000 dólares, trato que fue rechazado por el congreso colombiano por considerarlo desventajoso para el país, no solo por los dineros que se irían a recibir sino porque dejar una franja en forma vitalicia a un país extranjero fue considerada una pérdida de la soberanía nacional. 
El 3 de noviembre de 1903 Panamá se separa de Colombia con apoyo de Estados Unidos. El 6 de noviembre Estados Unidos reconoce la soberanía de Panamá. El 11 de noviembre Estados Unidos informa a Colombia que se opondría a que tropas colombianas entraran a recuperar Panamá. La guerra de los Mil Días había dejado a Colombia muy débil para evitar la separación. El 18 de noviembre Estados Unidos firma el acuerdo Hay-Bunau-Varilla con Panamá para la construcción del canal.
Según el tratado Herrán-Hay,
"Estados Unidos tendrán derecho exclusivo durante el término de 100 años, prorrogables a su exclusiva opción, si así lo desean y por períodos de igual duración, para excavar, construir, conservar, explotar, dirigir y proteger el canal marítimo.
Asimismo y por igual duración, tendrán derecho a una franja de terreno a lo largo del canal que se construye de 5 km de ancho a cada lado de la vía y por lo menos 3 millas tanto en el mar Caribe como en el Océano Pacífico".

#### Reforma de 1905
En diciembre de 1904, pocos meses después de haber sido elegido presidente, Rafael Reyes cierra el congreso descontento por la oposición o lentitud para aprobar las reformas que quería imponer y convoca, a principios de 1905, una Asamblea Nacional Constituyente conformada por tres representantes de cada departamento (provincias) seleccionados por los administradores departamentales.
La asamblea, por acto legislativo número 5 de marzo de 1905, decide terminar el sistema de escrutinios mayoritario por personas o nominativas en circunscripciones uninominales o plurinominales para la Cámara y las legislaturas provinciales o estatales, y eliminaba el Consejo de estado. Reyes logra que la Asamblea extienda su período presidencial por cuatro años adicionales, de 1910 a 31 de diciembre de 1914, sin embargo se retira en 1909.

#### Reforma de 1910
Ante el sorpresivo retiro al exilio del General Rafael Reyes el 13 de junio de 1909, el congreso elige a su vicepresidente, el conservador General Ramón González Valencia, el 3 de agosto de 1909, para gobernar durante el año que faltaba para completar el período de seis años de Reyes. 
Ramón González convocó, en 1910, una Asamblea Nacional (elegida a través de los consejos municipales) para reformar la Constitución de 1886, la cual se instaló el 15 de mayo y empezó a informar los resultados el 25 de mayo. Esta importante reforma, inspirada por los integrantes de la Unión Republicana (que en la práctica era un tercer partido con principios bipartidistas, partidario de las elecciones libres y la tolerancia religiosa), prohibió la participación de militares en política, estableció la elección popular directa del presidente de la república, asambleas departamentales y concejos municipales; redujo el período presidencial de 6 a 4 años, prohibió la reelección inmediata de los presidentes, eliminó la figura del vicepresidente y la reemplazó por la de un designado que sería elegido por el congreso; estableció el sistema de proporciones para el nombramiento de los miembros de las corporaciones públicas de acuerdo a los votos obtenidos, asegurando un mínimo de una tercera parte para lo que en ese entonces se llamaba el partido minoritario: el partido opuesto; otorgó al congreso la facultad de elegir a los magistrados de la Corte Suprema de Justicia, consagró el control constitucional a la Corte Suprema de Justicia y el control difuso por la vía judicial. Así que con estas reformas se redujeron los poderes presidenciales. 
Antes de esta reforma, el presidente era elegido por intermediación de los colegios electorales, que representaban los distritos electorales, y el presidente que ganaba las elecciones básicamente tenía todo el control incluso para asegurarse el poder en el siguiente período.
A pesar de los logros obtenidos, esta reforma mantuvo las restricciones para el voto, los cuales eran: saber leer y escribir, tener una renta anual de al menos 300 pesos o tener propiedad raíz por un valor no menor de 1000 pesos. Igualmente, se mantuvo la facultad del presidente para nombrar gobernadores (quienes a su vez nombraban alcaldes), corregidores, administradores, directores de correos, jefes de cárceles, gerentes de bancos, y otros más, y la cultura Colombiana seguía aceptando esto como algo natural.
No fue sino hasta el 27 de agosto de 1932, durante el gobierno de Olaya Herrera que se reglamentó con la ley n.º 7, que los número de puestos a asignar en el congreso serían proporcionales al número de votos logrados por cada lista; sin embargo, el garantizar una tercera parte para la oposición tuvo efectos secundarios indeseados para mantener la democracia. Durante los gobiernos conservadores, se formó en costumbre para el partido liberal el abandonar el proceso electoral como medio de protesta en varios casos a sabiendas de que de todas formas obtendría una tercera parte de los puestos del congreso, en alguna ocasión ni la tercera parte fue aceptada.  Cita Requerida
Finalmente, para empezar el periodo de transición, la Asamblea Nacional Constituyente hace una excepción en la elección popular de presidentes y elige por votación al primer presidente de la Unión Republicana el señor Carlos Eugenio Restrepo el 15 de julio, e igualmente elige el primero y segundo designado.

#### Reforma de 1936
Durante el gobierno de Alfonso López Pumarejo, el 1 de agosto de 1936, realizaron varias reformas. Se amplió el derecho de sufragio a todos los hombres mayores de 21 años, eliminándose la restricción de saber leer y escribir para ejercerlo. Ese derecho fue utilizado por primera vez en las votaciones presidenciales de 1938 en las que gana el liberal Eduardo Santos. 
A la mujer, se le concedió el derecho de ocupar la mayoría de los cargos públicos, a pesar de que no era considerada ciudadana para efectos del sufragio, pues ya empezaban a aparecer mujeres que asistían a la Universidad; fueron eliminados los privilegios para la Iglesia católica y en consecuencia se estableció la libertad de cultos. Se dispuso que para regular las relaciones entre la Iglesia y el Estado, el Gobierno podría celebrar convenios con la Santa Sede, sujetos a la posterior aprobación del Congreso sobre bases de mutuo respeto. Se consagró la libertad de enseñanza, la gratuidad de la educación primaria en las escuelas estatales y la obligatoriedad de la educación en el grado que señalara la ley.
En materia económica, la reforma de 1936 introduce el intervencionismo de estado, define la propiedad como función social que implica obligaciones, establece como función del Estado la intervención en la educación, los conflictos sociales, las relaciones obrero patronales y la vida económica para racionalizar la economía y define el trabajo como obligación social que goza de la especial protección del Estado. Se puede afirmar que esta reforma, impulsada por López Pumarejo, sienta las bases para la construcción de un estado social.

#### Reforma de 1954
Durante el gobierno de Gustavo Rojas Pinilla y por sugerencia suya, la Asamblea Nacional Constituyente (ANAC), reconoció por unanimidad los derechos políticos de la mujer mediante el acto legislativo número 3 de 25 de agosto de 1954. Las mujeres ejercieron este derecho por primera vez durante el plebiscito del 1 de diciembre de 1957 para aprobar el cambio constitucional que le permitiría a los dos partidos políticos tradicionales, Conservador y Liberal, establecer el Frente Nacional. 
Tres intentos de reconocer el derecho de votación a la mujer habían fallado antes: El primero en 1934 durante el gobierno de Alfonso López Pumarejo en donde se presentó un proyecto de ley al congreso que no pasó, y tampoco pasó en la reforma constitucional de ese año. El segundo fue la propuesta presentada por el liberal Alberto Lleras Camargo en 1944 pero fue pospuesta bajo la disculpa de que la regulación no se haría antes de 1948. El tercero fue la propuesta presentada por el liberal Alfonso Romero Aguirre en 1948 la cual fue apoyada pero para ser implementada en forma gradual, que en la realidad fue otro aplazamiento.

#### Reforma de 1957
La Junta Militar de carácter temporal que sucedió a Rojas Pinilla y por acuerdo de los partidos políticos tradicionales, autoriza, en octubre de 1957, un plebiscito de reforma constitucional mediante Acto Legislativo n.º 0247 para fijar la paridad de los partidos con el fin de buscar una salida a los problemas del país. Este acuerdo y el período correspondiente fue llamado el Frente Nacional.
El plebiscito del 1 de diciembre de 1957 aprobó, con cerca del 94% de votos a favor, la reforma constitucional para la paridad entre los dos partidos políticos tradicionales, el liberal y el conservador, en las Corporaciones Públicas por un período de 12 años y determinó que las elecciones para Presidente de la República, Congreso, Asambleas Departamentales y Concejos Municipales se realizarían durante el primer semestre de 1958.

#### Reforma de 1958
El primer Congreso elegido popularmente dentro del Frente Nacional hace un cambio constitucional para ampliar el periodo del Frente Nacional de 12 a 16, y decide además que el primer presidente sería liberal y no conservador como se había acordado antes.

#### Reforma de 1968
A pesar de que el Frente Nacional terminaría en 1974, las reformas constitucionales para preparar la transición empezaron en 1968 durante el gobierno de Carlos Lleras Restrepo penúltimo presidente del Frente Nacional.
Con el fin de reglamentar la competencia electoral inter-partidos, las reformas proyectaron la eliminación del reparto por mitades "En las elecciones para Asambleas Departamentales y Concejos Municipales que se verifiquen a partir del 1º de enero de 1970, y en las de Senado y Cámara de Representantes, a partir del 1º de enero de 1974, dejará de regir la regla transitoria obre composición paritaria de dichas corporaciones y, en consecuencia, se aplicará en toda su plenitud el sistema del cociente electoral para asegurar la representación proporcional de los partidos políticos"  y se incluyeron algunas medidas para reconocer partidos minoritarios. 
En algunas otras áreas de la constitución las reformas requeridas se pospusieron, en algunos casos indefinidamente, como fue el caso del ordinal primero del artículo 120 de la Constitución en que se mantiene "La participación justa y equitativa del segundo partido en votación" que limitaba la participación de los partidos minoritarios y por ende la participación ciudadana. Así mismo, el artículo 17 que reglamentabaa el artículo 83 dispuso que absolutamente todos los cargos de libre nombramiento y remoción  se mantendrían solamente para Liberales y Conservadores hasta 1978. La práctica demostraría que en espacios como la Federación de Cafeteros tal proporción bipartidista se mantendría hasta las primeras décadas del siglo XXI.
Estableció que posteriores reformas a la constitución podrían ser realizadas por el congreso, siempre y cuando la reforma fuera aprobada por la mayoría absoluta (dos tercios) de todos los miembros del Senado y la Cámara votando en dos sesiones legislativas ordinarias consecutivas.

#### Reforma de 1986
Durante el gobierno de Belisario Betancur se establece la elección popular de alcaldes, el 21 de noviembre de 1986, con el fin reducir o eliminar el control central de los partidos sobre sus nominaciones y ampliar la democracia regional.

### Constitución de 1991

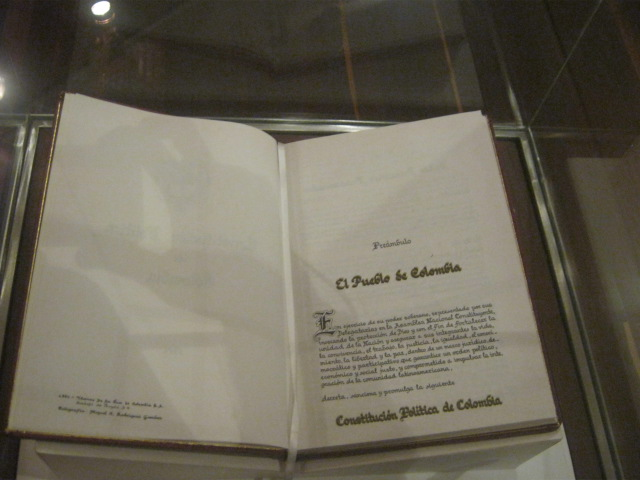
Portada de la Constitución política de la República de Colombia, 1991.

La Constitución de 1991 es llamada también la "Constitución de los Derechos", por cuanto reconoce y consagra no solo los derechos fundamentales, clásicos desde la Revolución Francesa por los que tanto había luchado Antonio Nariño, sino los derechos económicos y sociales, propios del Estado Social de Derecho, consagrada en el artículo 1 de la Constitución y los derechos colectivos, o de tercera generación, dentro de los cuales se destacan entre otros la moralidad pública, la libre competencia económica y el derecho a un ambiente sano. Además crea los mecanismos necesarios para asegurar y proteger esos derechos, entre otros, la Acción de Tutela, la Acción de Cumplimiento, Las Acciones Populares y de Grupo..
A partir de un movimiento estudiantil formado en 1989, se convoca en 1990 una Asamblea Nacional Constituyente elegida por voto popular directo, la cual promulga en Bogotá en 1991 la Constitución Política de Colombia de 1991. En ella se conserva la denominación de República de Colombia.
En el proceso de negociaciones de paz con los diferentes grupos alzados en armas durante el gobierno de Virgilio Barco, el grupo guerrillero M-19 había hecho énfasis insistentemente en que uno de los principales requisitos para deponer las armas era la creación de una Asamblea Nacional Constituyente para modificar la constitución la cual hasta entonces no garantizaba la creación y desarrollo de otros partidos políticos diferentes a los dos partidos tradicionales, ni daba espacio de representación a las minorías. Ante la negativa del gobierno de hacer una consulta popular que autorizara el cambio constitucional incluyendo una opción en las papeletas de votación para presidente de la república, los estudiantes, en particular los de las universidades, decidieron hacer un movimiento a nivel nacional para que la población incluyera una Séptima papeleta ordenándole al ejecutivo que conformara una Asamblea Nacional Constituyente. La propuesta fue acogida y el triunfo llegó para aquellos jóvenes colombianos que pedían la constituyente, más del 50% de los votantes incluyó la “Séptima Papeleta” con lo cual el gobierno de César Gaviria, se vio obligado a cumplir con el mandato popular. De esta forma la historia de Colombia tuvo un giro sin precedentes ya que no solo se logró un cambio constitucional sino también que el grupo guerrillero M-19 entregara las armas y se integrara a la vida política nacional, y que a las comunidades indígenas se les garantizara representación en el Congreso de la República.

#### Reforma del 2004
En el año 2004, el gobierno de Álvaro Uribe, impulsó en el Congreso una reforma constitucional para permitir la elección del Presidente de la República hasta por dos períodos (artículo 197 Constitución Política de Colombia). La reforma, contenida en el acto legislativo 2 de 2004, fue demandada ante la Corte Constitucional que la declaró exequible mediante sentencia C-1040 de 2005. El primer presidente reelegido en el marco de esta reforma, fue el mismo Álvaro Uribe Vélez en la contienda electoral del 28 de mayo de 2006 donde alcanzó una votación del 62.1% por lo que no se requirió una segunda vuelta electoral. Le siguió Carlos Gaviria Díaz, candidato por el Polo Democrático Alternativo, partido de izquierda, quien logró el 22%. El abstencionismo alcanzó el 53.53%.
El hecho de que Uribe y Gaviria pertenecieran a partidos independientes, es decir diferentes a los tradicionales Liberal y Conservador, marcó una época importante de transformación ideológica en la historia de Colombia, tanto así que algunos medios de comunicación anunciaban que el bipartidismo había sido herido de muerte.
Igualmente se destacó la madurez que para ese momento había alcanzado el proceso electoral, el cual se había ganado la confianza de la población y los partidos oponentes. También se destacó la velocidad en la entrega de los datos electorales por parte de la Registraduría Nacional. Para citar un ejemplo, los Colombianos en el exterior escuchando la radio colombiana por la Internet conocieron en menos de dos horas de cerradas las urnas, aún con luz solar en Colombia, los resultados del 85% de las mesas.